# Acireale (stacja kolejowa)
Acireale (wł. Stazione di Acireale) – stacja kolejowa w Acireale, w prowincji Katania, w regionie Sycylia, we Włoszech. Stacja znajduje się na linii Mesyna – Syrakuzy.
Według klasyfikacji RFI ma kategorią srebrną.

## Historia
Pierwsza stacja Acireale została otwarta w ramach budowy odcinka Giardini-Catania, drugiego etapu linii Mesyna-Syrakuzy i została otwarta w pierwszych dniach stycznia 1867, (pierwsza część Messina-Giardini została otwarta w roku poprzednim). Stacja została wybudowana w pobliżu Terme di Acireale, w południowej części miasta, tuż obok Villa.
Prace budowlane zostały zainicjowane przez Società Vittorio Emanuele, znaną także jako Società per le Strade ferrate Calabro-Sicule. Później stacja (i linia) zostały wchłonięte przez Società per le strade ferrate della Sicilia, zwaną także Rete Sicula. Stacja zawsze obsługiwała duży ruch pasażerski i wszystkie kategorie pociągów, w tym najważniejsze direttissimi obsługujące ruch turystów do znanych ośrodków turystycznych.
Po rozbudowie linii na dwutorową na docinku Fiumefreddo-Catania Ognina stary dworzec został zamknięty i wybudowano nowy około 2 km na południe.

## Linie kolejowe
- Mesyna – Syrakuzy